# Lagoa Grande do Maranhão
Lagoa Grande do Maranhão este un oraș în unitatea federativă Maranhão (MA), Brazilia.